# Rzut poziomy (fizyka)

Animacja rzutu poziomego ze strzałkami oznaczającymi wektory prędkości

Rzut poziomy – ruch w jednorodnym polu grawitacyjnym z prędkością początkową prostopadłą do kierunku pola. Torem ruchu jest parabola o wierzchołku w punkcie rzutu.
Odpowiada on ruchowi ciała rzuconego poziomo w polu grawitacyjnym Ziemi z pewnej wysokości przy założeniu braku oporu ruchu i prędkości znacznie mniejszej od I prędkości kosmicznej. Wówczas pole grawitacyjne Ziemi można uznać w przybliżeniu za jednorodne.
Na ciało działa stała siła {\displaystyle F} o jednakowym kierunku i zwrocie na całym torze ruchu, który przyjmuje się za oś Y układu współrzędnych, jest to kierunek pionowy. Aby uniknąć znaków minus wygodnie jest przyjąć zwrot tej osi w dół. Oś prostopadłą do pola, a zgodną z kierunkiem rzutu oznacza się X, jest to kierunek poziomy.
Siła rozłożona na składowe zgodne z kierunkami osi:
{\displaystyle F_{x}=0,}
{\displaystyle F_{y}=mg.}
Zgodnie z zasadami dynamiki siły te wywołują przyspieszenia:
{\displaystyle a_{x}={\frac {F_{x}}{m}}=0,}
{\displaystyle a_{y}={\frac {F_{y}}{m}}=g.}
Z powyższego wynika, że rzut poziomy może być traktowany jako złożenie dwóch ruchów:
- ruchu jednostajnego w kierunku poziomym,
- ruchu jednostajnie przyspieszonego w kierunku pionowym, czyli swobodnego spadku.

Prędkości składowe wyrażają wzory:
{\displaystyle v_{x}=v_{0},}
{\displaystyle v_{y}=g\cdot t.}
Wartość prędkości całkowitej wyraża wzór:
{\displaystyle v={\sqrt {v_{o}^{2}+v_{y}^{2}}}={\sqrt {v_{o}^{2}+(gt)^{2}}}.}
Współrzędne położenia ciała w dowolnej chwili wyrażają równania ruchu:
{\displaystyle x=v_{0}t,}
{\displaystyle y={\frac {gt^{2}}{2}}.}
Równania te są równaniami parametrycznymi, gdzie parametrem jest czas {\displaystyle t.}
Równanie ruchu {\displaystyle y=f(x)} ciała:
{\displaystyle y={\frac {g}{2v_{0}^{2}}}x^{2}}
jest równocześnie równaniem toru ruchu. Jest to równanie paraboli.
Ciało rzucone z wysokości {\displaystyle h} (w chwili upadku {\displaystyle y=h}), parametry rzutu:
- Czas trwania ruchu wyraża wzór:

{\displaystyle t={\sqrt {\frac {2h}{g}}}.}
- Zasięg (Z) rzutu to odległość, mierzona po ziemi, od miejsca rzutu do miejsca upadku, odpowiada {\displaystyle Z=x(h).} Wyraża się on wzorem:

{\displaystyle Z=v_{0}\cdot t=v_{0}{\sqrt {\frac {2h}{g}}},}
gdzie:
{\displaystyle g} – wartość przyspieszenia ziemskiego,
{\displaystyle t} – czas,
{\displaystyle v_{0}} – składowa prędkości w kierunku poziomym,
{\displaystyle v_{y}} – składowa prędkości w kierunku pionowym,
{\displaystyle h} – wysokość, z której zrzucono ciało.